# Gantz: O
Gantz: O (promocionada como GANTZ: O) es una película de anime CGI de acción y ciencia ficción dirigida por Yasushi Kawamura, producida por Digital Frontier, escrita por Tsutomu Kuroiwa y basada en la serie de manga Gantz, que fue escrita e ilustrada por Hiroya Oku.  Fue estrenada en Japón por Toho el 14 de octubre de 2016.

## Argumento
Mientras lucha contra monstruos invasores, Kei Kurono rescata a su amiga, Reika. Aunque ella protesta, él ataca al líder de los monstruos y muere después de matarlo. Reika y sus compañeros de equipo sobrevivientes son teletransportados a su base. En otra parte, Masaru Kato muere intentando salvar a alguien de un ataque con cuchillo en el metro. Se despierta en una habitación con Reika y sus compañeros: Yoshikazu Suzuki, un anciano; Joichiro Nishi, un adolescente hosco; y un hombre enojado, no identificado. Suzuki explica que cada uno murió y se despertó en la habitación, y desde entonces se han visto obligados a luchar contra oleadas de monstruos. Antes de que Suzuki pueda explicar más, un orbe negro identificado como "Gantz" anuncia que su próxima misión está por comenzar. El hombre enojado se niega a participar y Nishi lo mata.
Después de ponerse trajes ceñidos que contienen tecnología avanzada, el grupo es teletransportado a Osaka. Cuando Kato presiona para obtener respuestas, Nishi amenaza con matarlo. Suzuki explica rápidamente el "juego": el equipo tiene dos horas para matar a todos los monstruos de la ciudad; si fallan, los miembros del equipo mueren. Después de que Kato y su equipo conocen al equipo de Osaka, algunos de los cuales tienen armas exóticas, Suzuki le dice que los jugadores obtienen puntos por matar monstruos. Cualquiera que obtenga 100 puntos puede elegir entre tres bonificaciones: armamento mejorado, resurrección de un compañero de equipo caído o libertad del "juego".
Nishi se vuelve invisible para esperar sigilosamente a los monstruos de puntos altos. Los demás observan cómo el equipo de Osaka, mejor equipado, mata fácilmente a los monstruos. Reika y Suzuki instan a Kato a que no se enfrente innecesariamente a los monstruos, pero él insiste en que rescaten a los ciudadanos de la ciudad. Se niegan, diciendo que son demasiado débiles.
Anzu Yamasaki, miembro del equipo de Osaka, sigue a Kato, tratando de descubrir su motivación. Kato dice que es un estudiante que vive solo con su hermano menor desde la muerte de sus padres. Yamasaki revela que tiene un hijo pequeño y dice que tienen algo en común: ambos deben mantenerse con vida para ayudar a alguien que depende de ellos. Aunque Yamasaki inicialmente cree que Kato está presumiendo, finalmente concluye que él realmente quiere ayudar a los demás y se une a él para matar a un monstruo que amenazaba a los civiles.
Un monstruo gigantesco surge del agua y aparece un mecha igualmente grande, pilotado por el siete veces ganador Hachiro Oka. Oka mata al monstruo pero pierde su mecha. Mientras tanto, otro monstruo mata a los dos jugadores más competentes del equipo de Osaka.
Oka, herido y desarmado, se enfrenta al monstruo principal, que aparece en una serie de formas cada vez más letales. Oka parece ganar pero le dice al equipo que no está muerto; debe ser tomado por sorpresa para ser realmente asesinado. Después de levantarse, el demonio derrota fácilmente a los jugadores restantes. Suzuki está gravemente herido después de sacrificarse para salvar a Kato, y le arrancan el brazo a Nishi. En lugar de matarlos, persigue a Oka, que se ha ido para recuperar mejores armas.
Sabiendo que alguien debe derrotar al demonio y que Oka puede estar demasiado herido, Kato decide actuar como señuelo mientras Reika y Yamasaki atacan al monstruo. Antes de que comience el plan, Yamasaki propone que, si ella y Kato sobreviven, comiencen a vivir juntos con su hijo y el hermano de Kato. Aunque sorprendido, Kato acepta y toman sus posiciones.
El demonio, después de haber matado a Oka, ataca a Kato y los demás le disparan desde la distancia, mutila a Kato y Yamasaki se sacrifica en un intento de salvarlo. Kato finalmente alcanza un arma y logra matar al demonio para después derrumbarse junto al cuerpo de Yamasaki, los demás lo asumen muerto. Reika, Suzuki y Nishi se sorprenden cuando se reúne con ellos en la base, donde todos están completamente curados. Cuando se cuentan los puntajes, Kato tiene 100 puntos; Reika y Suzuki lo alientan a elegir su libertad, pero él resucita a Yamasaki. Después de que Gantz les permite irse, Kato corre hacia su hermano. Los demás revelan que esta es la segunda vez de Kato en el juego de Gantz: después de ganar un juego anterior, se le concedió la libertad y se borraron sus recuerdos. Aunque no saben cómo regresó, afirman que su naturaleza abnegada sigue siendo la misma.

## Reparto[3]
- Daisuke Ono como Masaru Kato.
- Mao Ichimichi como Anzu Yamasaki.
- Tomohiro Kaku como Joichiro Nishi.

- Saori Hayami como Reika Shimohira.

- Shuuichi Ikeda como Yoshikazu Suzuki.
- Masane Tsukayama como Nurarihyon.
- Masaya Onosaka como Susumu Kimura.
- Kenjiro Tsuda como Sanpei Taira.
- Teruaki Ogawa como Tetsuo Hara.
- Yūki Kaji como Kei Kurono.
- Rihito Morio como Ayumu Kato.
- Kendo Kobayashi como Hachiro Oka.
- Masaki Sumitani como George Shimaki.
- Makoto Izubuchi como Nobuo Muroya.
- SofTalk como Gantz.

## Producción
La película fue anunciada originalmente el 14 de noviembre de 2015 en la edición de diciembre de Miracle Jump como una película de anime de Gantz "3DCG" aún sin título. El 18 de abril de 2016, se reveló que el título de la película era Gantz: O junto con que la película se basaría en el arco "Osaka" del manga original. Se lanzaron varios tráileres para la película a lo largo del año, con música de la banda japonesa "dresscodes".
En un evento llamado "GANTZ: O NOCHE ~ @hiroya_oku SHIBUYA Mission ~" el 3 de agosto de 2016, el creador original de Gantz, Hiroya Oku habló sobre la creación de Gantz: O junto a su director Yasushi Kawamura, la artista de captura de movimiento Asami Katsura, y recreación en la vida real del orbe de Gantz con texto imitado basado en el manga. Oku dijo que aunque no estaba satisfecho con partes de las películas de 3DCG, estaba "sorprendido de que la película cumpliera con mis ideales [de Oku]".

## Estreno
Gantz: O fue estrenada en Japón por Toho el 14 de octubre de 2016. El Blu-ray fue lanzado el 22 de febrero de 2017.
La película tuvo un estreno con doblaje al inglés en el Festival Internacional de Cine de Tokio el 19 de noviembre de 2016.